# ホットスタンピング
ホットスタンピング（英語：hot stamping）は、広義では熱転写技術の総称を指す。現在では様々な分野で応用使用されており、生活に深く浸透し様々な製品に、この熱転写技術（ホットスタンプ技術）が用いられている。ホットスタンプ箔を利用して、専用の機械で加圧、加熱によって金属調の文字、絵柄などを非転写物に転写する加工法をいう。インキを使用しない乾式印刷の一種である。一般に熱転写といえは広義では、Ｔシャツなどにアイロンなどを使って絵柄を転写させるものや、昇華性インキを使用した印刷媒体を繊維や樹脂に転写させる昇華転写などを含む事もある。工業製品への熱転写は狭義でのホットスタンプを示す場合が多く、専門の設備のある工場で生産される場合が多い。

## 概要
現在は、キャリアフィルム（おおよそ12μmから25μm厚の2軸延伸のポリエステルフィルム）に、金属などのコーティング層を形成して作られるホットスタンプ箔（ホットスタンピング箔）が用いられる。
一般には被転写体（熱可塑性樹脂など）の表面にホットスタンプ箔を装着して、キャリアフィルム側から熱版あるいは耐熱性シリコンラバー板などを媒体として加圧、加熱を行う。通常0.5秒から数秒の加熱加圧で、ホットスタンプの各層がキャリアフィルムから剥離して被転写体へ付着する。
一般的に熱可塑性の汎用樹脂（ポリ塩化ビニル、ポリスチレン、ABS樹脂、アクリル、ポリカーボネイト、ポリプロピレン、ポリエチレンなど）への転写が可能である。

## 歴史
日本の伝統工芸に、金箔を用いて仏壇や仏具、絵画や装飾品に金や銀など薄膜を装飾する箔押しという技術がある。西洋では、教会の内装や聖書の表紙の文字を金色で表現する際などに同様の技法が用いられた。これらの手工芸的な加飾に代わって、第二次世界大戦後の大量生産時代には機械による工業化が進んでいった。現在では欧米でhot stamping（英語の場合）と呼ばれる。日本でもホットスタンピングと呼ばれるが、紙器にホットスタンプすることは特に「箔押し」と呼ばれる。

## ホットスタンピングの用途
用途は広く、自動車の内外装部品、家庭電化製品のハウジング（テレビ、音響機器、白物家電など）、化粧品の容器、日用品など、プラスチックへの加飾が求められる分野に多く用いられている技法ではある。しかし、印刷（シルクスクリーン印刷、プラスチックへの直接印刷）や塗装などと比べて認知度は高くない。

## ホットスタンプ箔の種類
以下で、多彩な種類を持つホットスタンプ箔の分類について述べる。

### 被転写体による分類
ホットスタンプ箔は一般に、幅広い用途を対象にしているのではなく、特定の種類の被転写体に適するような設計になっている場合が多い。
ホットスタンプ可能な素材としては、一般紙（アート紙、コート紙、粗面紙、PPラミネート、インク面など）、プラスチック用（一般に熱可塑性ポリマー成型品（汎用プラスチック）用が多く、基本設計はPS（ポリスタイレン）、ABS(アクリル・ブタジエン・スチロール）、PVC（ポリ塩化ビニール）などへのスタンプに適したタイプが多い。しかし、このタイプはポリオレフィン系（PP、PEなど）にはスタンプ出来ない場合が多く、別にPP用、オレフィン用などのタイプがある。他にもポリカーボネイト（PC）、PC/ABSアロイ、アイオノマー、PBTやポリアミド（ナイロン系）樹脂などへのスタンプを求められる場合がある。
また、繊維製品、合成皮革、熱硬化性ポリマーやセラミック、ガラスへ加工出来るホットスタンプ箔も作られている。

### ホットスタンプ箔の表現による分類

#### メタリック箔
一般にアルミなどの光沢金属の真空蒸着層を含むホットスタンプ箔で、金属の光沢を呈する。アルミの色はそのままシルバー色と呼ばれている。また、アルミ蒸着の直前の層を透明黄色の着色をすれば、ゴールド色が表現出来る。メタリックブルー、ピンクなど各種が用意されている。
紙用としては、チョコレートなどの食品外箱、ウイスキーやワイン、日本酒などのラベル、化粧品の外箱など、プラスチック用としては化粧品容器（リップスティック、マスカラ、コンパクトなど）に広く使われている。
現在の化粧品容器で、加飾目的で金属が使用されている例は少ない。ほとんどの場合、プラスチック成型品にホットスタンプや直接蒸着で金属の薄い皮膜を作り、金属の代用をしている。

家電製品にもメタリック箔が広く使われている（後述）。ハウジングの多くはプラスチック（ABS, PC-ABSアロイ他）の射出成形品が使われており、表面加飾が求められる。その一つの手段がホットスタンプである。映像音響機器は高級感と堅牢性を意図した金属皮膜を表面全体に加飾する目的でホットスタンプの技法が広く使われている。この場合のメタリック箔は一般的なアルミ蒸着およびしてスズ（TIN）の蒸着被膜を保有するメタリック箔が使用される。

#### 顔料箔
白、黒、青、赤など、顔料の塗工膜を主とした箔である。直接印刷であるスクリーン印刷と類似の外観を表現でき、印刷と異なり完全乾式印刷である。

#### 多色印刷箔
グラビア印刷やシルクスクリーン印刷により、転写箔に絵柄や文字を印刷した箔である。キャラクター柄は弁当箱や出納、文房具、玩具などに使われ、化粧品の容器にはブランド名やロゴ、成分表や説明書までも同時で加飾出来る。メタリック箔や顔料箔はメーカーやディーラーが在庫販売をする場合が多いが、これは基本的には単一の顧客からの受注生産となる。

#### 特殊意匠性、機能性を有した箔
上記の応用、派生、複合化から派生する特殊性のある箔として、以下のものがある。
- ホログラム箔
レーザー加工による微細彫刻を施したエンボス版を使い、箔の中間部にエンボス処理が施された層を有する箔で、その直後にアルミなどの金属の蒸着層を形成することで可視光線のスペクトル波長の発色を呈するもの。本来ホログラム技術は紙幣や証券、クレジットカードなどの偽造防止の役割が主であるが、意匠性、商業性を加えて比較的安価で流通出来るようになった。携帯電話のレンズ部分の社名ログ、化粧品容器のロゴや全面にホットスタンプが使用されている。
- 静電気破壊対策箔
家電製品の誤動作防止や、携帯電話の電磁波制御対策を目的として考案された箔。金属層にアルミの真空蒸着を使えば光沢性、生産性がよく、比較的安価で生産でき、これは家電製品や携帯電話の意匠性紙の目的で使われることが多い。しかし、家電製品の表面をアルミ蒸着で覆うと、人が帯電した手で触れた時に発生する静電気で、家電製品の集積回路など主要部品の誤動作や故障の原因となることがある。意匠的にはメタリック調でかつ、絶縁性があるホットスタンプ箔として、例えば錫蒸着を使用したもの（光沢はアルミに劣るが、錫の蒸着面が島状構造であるため絶縁性を呈する）、あるいは高輝度のメタリックパウダーを使って金属感を表現する方法などが検討されている。
- ハーフミラーメタリック箔
可視光線を半透過するメタリック箔で、通常は金属の光沢を持ちながらも、被転写体の裏面からLEDライトなどの転倒すると透過するという機能がある。携帯電話などでこの技術は使われているが、携帯のキーボードで通常は金属調であるがバックライトで点灯が出来るタイプや、HD-DVDレコーダーなどのLED点灯などへの対応（OFF時はシルバーの発色）に用いられている。

## 加工機と加工方法
ホットスタンプ加工を行うには、専用に機械装置が必要である。一般にホットスタンピングマシンあるいは熱転写機という。

### ホットスタンプ機械（熱プレス式）
ホットスタンプする平面に対して垂直に加圧、加熱する機構と、その間にホットスタンプ箔（ロール状）でセットされた機構を有する。加圧にはエアーシリンダー式、油圧シリンダー式、モーター駆動式がある。

### ローラー式熱転写機
被転写体が広い面積の場合、ホットスタンプ機では加圧力に限界があるため、ローラー式熱転写機が用いられる。耐熱性のあるシリコンゴムラバーを媒体として、被転写体を下面の移動式台の上にセットし、上部ローラーと被転写体の間にセットされたホットスタンプ箔に加熱、加圧を行い、これが被転写体に転移される。これにより、広い面積のシート成型や押出成形されたプラスチックや建材用木質材料、繊維製品などへの連続式の転写も可能となる。このローラー式熱転写機は、被転写体が化粧品の容器のような円筒形状でも応用出来る。転写機械上で被転写体を回転させる機構を設けることで可能となる。